# Paul Kronacker
Paul Georges Marie Kronacker (Antwerpen, 5 november 1897 - Kapellen, 3 februari 1994) was een Belgisch liberaal politicus, waaronder minister. Hij was een Franssprekende Vlaming.

## Levensloop
Kronacker was een zoon van advocaat Leopold Kronacher en van Marie-Laure Brunard. Hij nam deel aan de Eerste en de Tweede Wereldoorlog, die hij eindigde met de graad van luitenant-kolonel. Hij trouwde in 1928 met gravin Blanka von Stritz en in tweede huwelijk in 1948 met Elisabeth Good, met wie hij een dochter en twee zoons had. Zijn dochter trouwde (in tweede huwelijk) met de liberale politicus Jacky Buchmann.
Tijdens de jaren 1940-44 verbleef hij hoofdzakelijk in Londen, als militair attaché bij de Belgische regering, en ondernam heel wat zendingen naar de Verenigde Staten en Canada in functie van de bevoorrading van België, tijdens en na de oorlog.
In 1949 werd hij opgenomen in de Belgische adel, met een bij eerstgeboorte overdraagbare titel van baron. Hij nam als wapenspreuk Toujours tout droit. In maart 1940 had hij van de rechtbank bekomen dat zijn naam van Kronacher gewijzigd werd in Kronacker.
Hij promoveerde tot doctor in de wetenschappen (1923) aan de ULB en werd suikerindustrieel en beheerder van vennootschappen.
Hij werd actief in de Liberale Partij en stelde zich verkiesbaar. Van 1939 tot 1946 was hij provinciaal senator voor de provincie Brabant. In 1946 werd hij verkozen tot liberaal volksvertegenwoordiger voor het arrondissement Leuven en vervulde dit mandaat tot in 1968. Van november 1958 tot april 1961 was hij voorzitter van de Kamer.
Onmiddellijk na de Tweede Wereldoorlog was hij ook bij herhaling minister:
- van december 1944 tot februari 1946 was hij minister zonder portefeuille in drie regeringen;
- van maart 1946 tot maart 1947 was hij minister van invoer en bevoorrading in twee regeringen.

In 1963 werd hij benoemd tot Minister van Staat.
Op zijn domein in Kapellen had hij een privéoverweg op spoorlijn 12.

## Publicaties
- La conférence sucrière internationale de Londres, Brussel, 1937.
- Après un an d'expérience. Réflexions sur le passé et l'avenir, Brussel, 1946.
- Souvenirs d'une mission, Brussel, 1947.
- Albert Devèze, in: La Flambeau, 1960.
- Souvenirs de paix et de guerre, Paris, 1973.